# Mohammad Mahmoud
Mohammad Mahmoud (* 13. Februar 2005 in Datteln) ist ein deutsch-palästinenischer Fußballspieler. Der Offensivspieler steht aktuell beim Zweitligisten SV Elversberg unter Vertrag.

## Sportlicher Werdegang
Mahmoud entstammt der Jugend der SpVgg Erkenschwick, die er 2013 in Richtung VfL Bochum verließ. 2016 wechselte er in den Nachwuchsbereich des Ruhrgebietsrivalen Borussia Dortmund, kehrte aber 2021 nach Bochum zurück. In der B-Junioren-Bundesliga-Spielzeit 2021/22 wurde er mit 19 Treffern Torschützenkönig der Weststaffel, als Tabellensechster verpasste er mit der Mannschaft den Einzug in die Endrunde um die Deutsche Meisterschaft. In der Folge wurde er vorzeitig in die in der A-Junioren-Bundesliga antretende U-19-Mannschaft hochgezogen und war in der Spielzeit 2023/24 mit 16 Saisontreffern erneut einer der besten Torschützen im Nachwuchsbereich.
Im Sommer 2024 wechselte Mahmoud zur SV Elversberg in die 2. Bundesliga, dabei band er sich bis 2027 an den saarländischen Klub. Unter Trainer Horst Steffen debütierte er am zweiten Spieltag der Spielzeit 2024/25 im deutschen Unterhaus, als er beim 2:2-Remis gegen den Erstligaabsteiger 1. FC Köln für Filimon Gerezgiher eingewechselt wurde. In der Folge gehörte er weiterhin regelmäßig zum Spieltagskader, kam aber bis Februar 2025 nur zu insgesamt vier Kurzeinsätzen in der Liga. Daraufhin verlieh ihn der Klub kurz vor Ende der Winterwechselperiode Mitte Februar an den FC Zürich, wo er vornehmlich in der Promotion League bei der U-21-Mannschaft des Klubs Spielpraxis sammeln sollte. Tatsächlich kam er wenig später für die Wettkampfmannschaft in der Super League zum Debüt, als er am 22. Februar beim 2:1-Erfolg im Erstligaspiel über den Yverdon Sport FC von Trainer Ricardo Moniz für Mounir Chouiar eingewechselt wurde. Auch in den folgenden Spielen sammelte er Einsatzzeiten, ehe er Ende März in den Drittligakader transferiert wurde. Ab Mitte April kam er jedoch in beiden Mannschaften nicht mehr zum Einsatz.